# سنت-اوبان-سور-لووز
سنت-اوبان-سور-لووز (به فرانسوی: Saint-Auban-sur-l'Ouvèze) یک کمون (فرانسه) در فرانسه است.
سنت-اوبان-سور-لووز ۱۶٫۵۵ کیلومتر مربع مساحت و ۲۱۲ نفر جمعیت دارد و ۶۳۷ متر بالاتر از سطح دریا واقع شده‌است.